# 栗塚旭
栗塚 旭（くりづか あさひ、1937年〈昭和12年〉5月9日 - ）は、日本の俳優。男性。身長175cm（1967年1月）。劇団くるみ座出身。
北海道札幌市出身。札幌市立向陵中学校、京都府立洛北高校卒業。
1965年にテレビドラマで演じた土方歳三が当たり役となり、以降も多くのドラマや映画、舞台で土方を演じた。

## 来歴・人物
幼少のころに父を亡くし、札幌市立向陵中学校を卒業するころには母も亡くしたため、教師をしていた兄夫婦を頼って1953年に京都市へ移り住む。
高校へは編入というかたちで入学し、定時制へ1年間通ったのち、全日制へ移った（定時制当時は、法然院などへ来ていた映画撮影隊のロケーションを昼間の空いた時間を使ってよく観に行っていた）。高校では放送部に所属し、部の新入生の恒例行事として参加させられた『正しい日本語講座』で講師をしていた毛利菊枝との出会いがのちに人生の転機につながる。高校3年生時の文化祭では、三島由紀夫原作の『邯鄲』を上演して次郎役（主役）を演じ、演出も担当した。
高校卒業後、浪人中だった1957年、予備校に通っていたが大学受験の勉強に身が入らず、毛利が主催する劇団くるみ座の稽古場へ見学に行ったところ、「イヤイヤ机に向かっているより青春を賭けるのはこっちだ」と演劇にひかれ、くるみ座付属の「毛利菊枝演劇研究所」に入所。研究生を経て、1958年、正式に劇団員となった。
くるみ座に入った当初は、演劇よりも広告モデルの仕事などの方が多く、大阪そごうデパートやクラボウのワイシャツなどの新聞広告・週刊誌広告のモデル仕事をこなし、髙島屋のテレビCMにも出演。1960年代前半期にはKHKラジオ（現・KBS京都ラジオ）の『藤井大丸テレフォンリクエスト』のディスクジョッキーを2年間ほど担当した。
その間、志願して毛利菊枝の付き人もこなし、毛利に付き従って映画やテレビドラマのさまざまな撮影現場に足を踏み入れ、このときの付き人の経験は「カチンコの音にも慣れ、撮影所の裏表も見ていて対処の仕方を体で覚えていたので、いざ自分がカメラの前に立っても緊張することがなかった」と、のちに自身が映像作品に出演した際に役立ったと述懐している。
テレビドラマは、日本電波映画や東伸テレビ制作の作品に脇役で何本か出演した後、1964年（昭和39年）に「栗塚旭を明智光秀役で使いたい」と東映から劇団へ連絡が入り、NETと東映京都テレビプロダクション制作の品川隆二主演『忍びの者』で光秀役に起用され、そこで監督の河野寿一や当時はまだ助監督だった松尾正武らと出会う。その後、同社制作の『つむじ風三万両』、『六人の隠密』、『柳生武芸帳』と、東映京都テレビプロ作品に立て続けにゲストで起用された。
1965年の『新選組血風録』で主役の土方歳三役に抜擢（）され、これが「栗塚=土方」のイメージを決定づけるハマリ役となって評判を呼び、ニヒルな演技と風貌で人気を集め、生涯の当たり役となった。一説によれば、原作者・司馬遼太郎からじきじきに「あなたが土方歳三だ」と称賛されたという。
1966年（昭和41年）に京都市民映画祭『テレビ部門主演男優賞』と日本映画製作者協会「スター新人賞」を受賞し、その後も脚本家・結束信二と河野寿一監督、松尾正武監督らの手による『われら九人の戦鬼』、『俺は用心棒』、『帰って来た用心棒』、『用心棒シリーズ 俺は用心棒』、『天を斬る』、『燃えよ剣』などの東映京都テレビプロ作品やTBSテレビ・松竹制作の『風』といったテレビ時代劇、さらに『ばってら』、『商魂』などの現代劇でも主演を務めた。
一方、松竹映画では『映画版・おはなはん（第1部・第2部）』、『春日和』、『女の一生』などで準主役を務め(岩下志麻の相手役を演じた。)、『釧路の夜』、『霧のバラード』などでは主演を務めた。1978年（昭和53年）から始まった『暴れん坊将軍』シリーズではセミレギュラーの山田朝右衛門役を20年近くにわたって演じた。
1968年（昭和43年）末に劇団くるみ座を退団。俳優業のかたわら、京都の哲学の道沿いに購入した300坪の自宅の敷地内で1972年（昭和47年）4月より喫茶店「若王子」を経営していた。しかし長年にわたって店を手伝っていた兄嫁の他界などの諸事情により2002年（平成14年）1月に閉店した。
2004年（平成16年）のNHK大河ドラマ『新選組！』では、土方歳三の実兄・為次郎役として出演。ドラマ収録時に会った土方歳三役の山本耕史の年齢（当時27歳）が、自身が土方を演じた当時の年齢とほぼ同じなのを知り、「何も恐れることはないし、堂々と演じたらいい」と励ましのエールを送ったという。
2005年（平成17年）、主演映画『二人日和』（監督：野村恵一）が岩波ホールでロングラン上映され、同作品は第5回ニッポン・コネクション（ドイツ・フランクフルト日本映画祭）グランプリ、第60回毎日映画コンクール技術賞、第25回藤本賞奨励賞、第2回おおさかシネマフェスティバル撮影賞を受賞した。作品は現代の京都を舞台に、神主や京都御所関係の神官装束を作り続けてきた、栗塚演じる寡黙な伝統職人と、長年連れ添った余命いくばくもない妻（藤村志保）との夫婦の機微が描かれた。
2006年（平成18年）から2009年（平成21年）にかけ、CSの時代劇専門チャンネルにて往年の主演ドラマ『新選組血風録』、『燃えよ剣』、「用心棒シリーズ」、『天を斬る』やその他の出演作品が再放送されたことをきっかけに、当時からのファンはもとより、栗塚の全盛期を知らない新たなファン層からも大きな反響を呼び、時代劇専門チャンネル公式ホームページ内には栗塚ファンに向けての専用掲示板が別個に設置されるなど、異例ともいえるほどの好評を博した。
このときの人気再燃ぶりは、読売新聞夕刊（2007年（平成19年）12月12日）でも「土方歳三役・栗塚旭ブーム再燃 若い女性層にも広がる」という記事として取り上げられ、その後も時代劇専門チャンネルの広報番組や特別企画番組にゲストとしてたびたび出演するなど、時代劇専門チャンネルのマスコット的な存在となっている。
2017年、100年以上前の日本の着物や古布などの素材をリメイクする洋服ブランド「PXGXF」のモデルを務めた。
2018年9月4日、25年ぶりという強い勢力で近畿地方へ上陸した超大型台風21号により自宅の茶室がつぶれ、母屋も半壊して居住出来ない状態になったことから京都市左京区北白川の四階建てビルを購入し転居。2019年8月にマスコミの取材を受けた段階ではビルの1、2階部分を栗塚旭記念館に、鏡張りの3階は稽古場にする予定で、ファンの遺族から贈られた資料や「兄嫁の行李の中から僕が昔使っていたものが出てきた。大切にとっておいてくれたんです」と語る思い出の品も引っ越しの整理中に見つかり、展示物を選定中だという。
2020年（令和2年）、CDドラマ「土方歳三 劫火の士道　多摩のバラガキ・池田屋事変編」に八木源之丞役で特別出演。
2020年4月、年上の知人が作ったという数十年ぶりとなる新曲「ただそれだけで / My Only Love」のCDをリリースした。その前年に受けた取材では「誰にでも口ずさみやすい曲なんですよ。いまの新曲って若い人向けの曲ばかり。我々世代の曲がない。実際にどうなるかはわからないけど80歳を過ぎてCDを出すというのは夢があるじゃないですか」と語っていた。
2022年、子供の運動障害を予防啓発する短編動画「ケガ予防時代劇・肘肩腰三!」に出演。新選組の隊服に身を包み、土方歳三を思わせる肘肩腰三の役を演じた。動画には東映剣会の有志も出演しており、「子供のけが予防チャンネル 京都整形外科医会」の公式YouTubeチャンネルで全5回分が公開されている。
現在も関西を中心に活動している。

## エピソード
- ニヒルでクールな役柄が多いが、性格は全く正反対のネアカであり、自他ともに認める笑い上戸（本人いわく「ゲラ」）。そのため『新選組血風録』の収録のとき、監督の河野寿一から「おまえは喋るな、動くな、笑うな[15][16]」ときつく演技指導されていた[16]。
- 『新選組血風録』の企画書には当初、栗塚旭は篠原泰之進役に想定され、土方歳三役は品川隆二[17][18]であったという。同時期に仕事が入ったことで品川が降板、栗塚が土方役に選ばれたという。ただし、プロデューサーの上月信二の証言[要出典]によれば、当時このような事実はなかったとのことで、この話を否定しているが真偽は不明である。
- 幼少のころは、音楽・映画・演劇鑑賞や絵を描くことは好きだったが、学校の体育の授業をほとんど見学で過ごすほど体力がなく、学芸会で何かやれと言われると泣いてしまうような子供だったという[3]。本人いわく「映画少年」で、学校を休んで映画を観に行き、映画館から出てきたところを先生に見つかって怒られたこともあった[16]。映画・芝居好きは舞台や映画館によく連れて行ってくれた母や祖母の影響[19]。中学卒業の頃にその母を亡くして京都の兄夫婦の元へ引っ越した際は『日本のハリウッド』と呼ばれた京都に住めることが嬉しく、その思いが母を亡くした悲しみを乗り越えさせたという[10]
- 高校時代は学校が終わると鞄を置いて嵐電に乗って東映太秦撮影所へ行き[20]、撮影所内を覗いては近くに行き過ぎて守衛に追い払われたり[20]しながらも、撮影所内を歩く桜町弘子・花園ひろみ・丘さとみなどの東映お姫さま女優たちを見かけることもあった[20]。「まさかそんな人たちと共演できるなんて考えてもみなかった[20]」と2001年のインタビューで振り返っている。
- 『新選組血風録』の原作者・司馬遼太郎は、自身の原作を元に1963年（昭和38年）に制作された市川右太衛門主演の東映映画『新選組血風録 近藤勇』の内容に不満を持っており、当初は東映によるテレビドラマ化には難色を示していたが、司馬とは新聞社で同僚[21]だった東映の田村嘉プロデューサー[21]が「新選組の生きた人間像を描きたい[19]」と熱心に説得したこともあって態度を軟化させ、さらに司馬を納得させるために田村プロデューサーが嵐山の料亭[22][19]で土方の扮装[22][19]をさせた栗塚を司馬夫妻に引き合わせたところ、夫妻は「いい青年ですね[19]」と満足そうな様子を見せ、司馬は「頑張って下さい[23]」と栗塚を励まし、栗塚が持参した原作本にサインをしてくれたという[24]。
- 『新選組血風録』で共演した坂口祐三郎は、栗塚の素顔はナヨナヨした人で、撮影中すぐに機嫌が悪くなる監督の河野寿一の機嫌をとるために2人でオネエ言葉で会話しながらふざけてみせると、それを見た河野が「こいつら、またそんなことやって」とあきれながらも機嫌がよくなって撮影が早く進むため、ダレているときや撮影を急がなければならないときは、河野の前でオネエ会話を2人でやってくれと、助監督の松尾正武から頼まれたと著書で述べている[25]。
- 現在にいたるまで独身であるが、トークショーイベントの中で、「土方さんに殉じています」と語っている。2019年の取材では「以前は『独身は土方に殉じて』と言っていましたが、忙し過ぎて結婚できなかっただけ」と茶目っ気タップリに語っている[10]。
- 京都と東京を往復していた多忙な頃は、飛行機と新幹線の中だけが睡眠時間で何年も布団の中で寝れなかったという[10]。
- かつては「栗塚旭＝土方歳三」のイメージが世間に定着したことが不満で悩んだ時期もあったが、2019年の取材には「土方しかできない役者だとレッテルを貼られたこともあります。だけどレッテルは代表作ともいえる。役者として代表作があるのは、むしろありがたいですよ[9]」とにこやかに語っている。
- 時代劇専門チャンネル情報番組『瓦版』の1コーナー「時代劇体操」のテーマソングである「あっぱれ!みなさま」の歌詞の合間には、時代劇専門チャンネルでも再放送された栗塚主演のテレビドラマ『天を斬る』の主題歌中に流れる栗塚の発したものと同じ「斬る!」という短い台詞が入るが、これはこの曲（CHINO版・瀬川瑛子版ともに）のために新たに録り下ろした栗塚自身の声である。また、2012年12月からリニューアルされた「時代劇体操」のNEWバージョンには、歌う瀬川瑛子の後方にある高い台の上に置かれた大型テーブルの前でターンテーブルやミキサーを動かすクラブDJのような動き（スクラッチ）を見せて踊る「DJ土方」役として出演。久しぶりに土方の扮装をする依頼を受けて最初は丁重に辞退したものの、自分が死んだときの遺影写真が何もないので冥土のみやげに一度扮装をして末期（）のときには飾らせてもらおうと思って参加させていただいた、とインタビューで語った[26]。
- 上記の台風で半壊した旧宅の敷地に置かれたままになっていた御影石の観音像（「土方役で多くの人を斬ったので、その供養に」と1970年頃に庭へ設置した物[13]）を2020年に壬生寺に寄贈[13]した。台風後に引っ越したものの、庭の観音像はその大きさのために移動できず置かれたままになっていたが、栗塚が壬生寺で講演を行った際に住職に相談し[13]、同寺への寄贈が決まった。栗塚も取材に対し「土方を演じてきた私の観音様なので、壬生寺という場所に収めていただけたのは何より。コロナが収まり、また新選組のファンの方が壬生寺を訪れたときに観音様も一緒にお参りしていただけたら[13]」と語った。観音像は新選組局長近藤勇の遺髪塔や胸像、局長芹沢鴨の墓のすぐ側に設置[13]された。

## 主な出演

### テレビドラマ
- 部長刑事
  - 第38話「バスト38の男」（1959年、OTV）
  - 第103話「もえて身をやく」（1960年、ABC）
  - 第223話「埋葬された若い奴等」（1962年、ABC）
- 琴姫七変化（1961年、YTV / 日本電波映画）
- 月姫峠（1963年、NTV / 日本電波映画） - 恵那小源太
  - 第12話「新月抄・第一編」
  - 第13話「新月抄・第二編」
- 宇宙Gメン 第1話「宇宙ボタルの秘密」（1963年、NTV / 日本電波映画） - コニシ
- 噂の錦四郎（1963年、NTV / 日本電波映画） - 気の弱い殿様
- 高杉晋作（1963年、ABC / 松竹テレビ室） - 武市半平太
- 姿三四郎（1963年、CX / 日本電波映画） - ボスコ大尉 ※倉丘伸太郎版
- 里見八犬伝（1964年、CX / 日本電波映画） - 網干左母二郎 ※セミレギュラー
- 忍びの者（1964年、NET / 東映京都テレビプロ） - 明智光秀
- つむじ風三万両（1964年、NTV / 東映京都テレビプロ） - 浪人
- 六人の隠密（1964年、NET / 東映京都テレビプロ） - 由井正雪
- 柳生武芸帳 第13話「独眼活殺剣」（1965年、NET / 東映京都テレビプロ） - 殿様
- 新選組血風録（1965年 - 1966年、NET / 東映京都テレビプロ） - 土方歳三 ※主演
- われら九人の戦鬼（1966年、NET / 東映京都テレビプロ） - 多門夜八郎 ※主演
- 中村錦之助ドラマ集「いのち」（1966年、NET） - 西秋泰二郎
- 俺は用心棒（1967年、NET / 東映京都テレビプロ） - 野良犬 ※主演
- あゝ同期の桜 第2回「青春」（1967年、NET / 東映テレビプロ） - 北島保男
- 風（1967年 - 1968年、TBS / 松竹） - 風の新十郎 ※主演
- スター推理劇場 第2回「お安く殺します」（1968年、CX）
- ばってら 第9話 - 第26話（1968年、NET） - 辰治 ※主演
- 帰って来た用心棒（1968年 - 1969年、NET / 東映） - 謎の浪人 ※主演
- 用心棒シリーズ 俺は用心棒（1969年、NET / 東映） - 謎の浪人 ※主演、用心棒シリーズ第4作目
- 天を斬る（1969年 - 1970年、NET / 東映） - 牟礼重蔵 ※主演
- 夫よ男よ強くなれ 第5回「南々西に行くのよ!」（1969年、NET / 東宝） - 野上
- おんなの劇場 / 徳川秀忠の妻 第1話（1969年、CX） - 佐治一成
- 燃えよ剣（1970年、NET / 東映） - 土方歳三 ※主演
- 日本怪談劇場 第8話「怪談 首斬り浅右ヱ門」（1970年、12ch） - 山田浅右ヱ門
- 徳川おんな絵巻（KTV / 東映）
  - 第9話「新入り女中大活躍」・第10話「女と男の決斗」（1970年） - 水野忠邦 / 清七
  - 第42話「怨霊おはぐろどぶ」・第43話「呪いの剃刀」（1971年） - 信三
- 白雪劇場 / 商魂 第7話 - 第39話（1971年、KTV） - 川波正二 ※主演
- 女人武蔵（1971年、KTV / 松山プロダクション） - 宮本武蔵 ※セミレギュラー
- ご存知時代劇 / 天保水滸伝 平手造酒（1973年、NET） - 平手造酒
- 新選組（1973年、CX / 東映） - 土方歳三 ※鶴田浩二版
- ぶらり信兵衛 道場破り 第25話「妻と呼びたい」（1974年、CX / 東映） - 楢岡又三郎
- 花はあしたに（1974年、YTV）
- 花ぐるま 第1 - 5、9、12 - 14、22、48、49話[27]（1974年 - 1975年、NHK大阪） - 工藤
- 丼池太閤記 第3、5、10、14、15話[28]（1977年、NHK）
- 江戸特捜指令 第22話「唐拳!危うし遊び人奉行」（1977年、TBS / 三船プロダクション） - 筒井和泉守
- 暴れん坊将軍シリーズ（ANB / 東映） - 山田朝右衛門 ※準レギュラー
  - 吉宗評判記 暴れん坊将軍
    - 第21話「纏は見ていた」（1978年） - 一色十郎太
    - 第25話「素破! 天下の一大事」（1978年） - 一色十郎太
    - 第31話「御狩場から消えた女」（1978年） - 一色十郎太
    - 第37話「女の一途に目を醒ませ!」（1978年） - 山田朝右衛門 ※一色十郎太から改名。以降は山田朝右衛門として出演
    - 第39話「琉球渡来の甘い罠」（1978年）
    - 第41話「切腹! 酒呑み代官」（1978年）
    - 第44話「鮮血! 拝領の剣」（1979年）
    - 第46話「天下御免のお年玉」（1979年）
    - 第50話「味一番! 細腕べんとう」（1979年）
    - 第52話「失脚! 大岡越前」（1979年）
    - 第53話「からくち一番! 母子酒」（1979年）
    - 第57話「百鬼・一刀両断!」（1979年）
    - 第58話「江戸一番! 桜おどり」（1979年）
    - 第60話「太陽だけが知っていた」（1979年）
    - 第63話「十六勝負に散った花」（1979年）
    - 第64話「槍を持つ手に一番纏」（1979年）
    - 第65話「恐れ多くもお茶壺道中」（1979年）
    - 第67話「大岡越前守自決す!」（1979年）
    - 第69話「名刀誇りあり」（1979年）
    - 第70話「三万石よりどじょう鍋」（1979年）
    - 第75話「失踪! 加納五郎左衛門」（1979年）
    - 第93話「呆れかえった武門の意地」（1979年）
    - 第98話「狼の里から来た娘」（1980年）
    - 第105話「止めろ! 天下御免の暴走車」（1980年）
    - 第127話「狼の里に罠を張れ!」（1980年）

  - 暴れん坊将軍III
    - 第53話「菊乱れる非情の剣」（1989年）
    - 第75話「危うし! 妖刀に正義ありや」（1989年）
    - 第97話「対決! 三人の白頭巾」（1990年）
    - 第112話「吉宗まさかの刑場破り!」（1990年）
    - 第120話「密命江戸城を砲撃せよ」（1990年）
    - 第122話「さよならの花かんざし!」（1990年）

  - 暴れん坊将軍IV
    - 第28話「吉宗を狙う女剣士」（1991年）
    - 第30話「将軍暗殺! 女豹が飛んだ」（1991年）
    - 第52話「剣鬼が走る! 江戸の闇」（1992年）
    - 第63話「三年目の新妻化粧」（1992年）

  - 暴れん坊将軍V
    - 第10話「悲恋の仇討ち免状」（1993年）
    - 第20話「毒牙を隠した花嫁」（1993年）
    - 第22話「無法街の花姉妹」（1993年）
    - 第35話「わが恋せし上様」（1994年）

  - 暴れん坊将軍VI
    - 第7話「虹をつかんだ女」（1994年）
    - 第16話「俺は天下の偽将軍」（1995年）
    - 第46話「美女を泣かせる鬼十手」（1995年）
    - 第47話「帰ってきた次男坊鴉」（1995年）
    - 第33話「俺らの兄貴は上様だ！」（1995年）

  - 暴れん坊将軍VII
    - 第1話「江戸っ子神輿が吉宗を呼ぶ!」（1996年）
    - 第2話「江戸怪奇・吉宗魔界を斬る!」（1996年） ※現在は欠番
    - 第17話「子連れ刺客」（1997年）
- 斬り捨て御免! 第1シリーズ 第1、2話「炎と燃える三十六番所の灯・前後編」（1980年、テレビ東京） - 堀伊賀守
- 連続テレビ小説 / 虹を織る 第105話（1981年、NHK） - 山下中佐
- いのち燃ゆ 第17、18、20、21、23話（1981年、NHK） - 土方歳三
- 恋人たちの忠臣蔵（1981年、NTV） - 高田郡兵衛
- 年忘れ必殺スペシャル 仕事人アヘン戦争へ行く 翔べ!熱気球よ香港へ（1983年、ABC / 松竹） - 遠山金四郎
- 新・なにわの源蔵事件帳 第12話「善人の仮面」（1984年、NHK大阪）
- 銀河テレビ小説
  - 暗闇のセレナーデ 第1、2話[29]（1985年、NHK大阪） - 京都の芸大の学部長
  - わが歌・ウォアィニィ（1988年、NHK大阪）
- 風雲!真田幸村 第7話「愛無情 柳生必殺剣」（1989年、TX / 東映） - 柳生宗矩
- 土曜ドラマ / 新・王将（1992年、NHK大阪） - 金杉
- ドラマ新銀河 (NHK)
  - くろしおの恋人たち（1994年） - 大学教授
  - 愛をみつけた 第2-8、10-14、16、18、20話[30]（1995年） - 医師
- 活動寫眞の女（1999年、NHK-BS2） - 先斗町の飲み屋のマスター
- 水戸黄門 (TBS / C.A.L)
  - 第27部 第1話「旅のはじめの恋騒動・水戸・岩城」（1999年） - 沖田五郎左衛門
  - 第28部 第4話「陰謀渦巻く駿府城・江尻・駿府」（2000年） - 宮本無道 ※2時間スペシャル
  - 第31部 第22話「陰謀渦巻く福岡城・下関・博多」（2002年） - 朝倉弾正 ※最終回2時間スペシャル
  - 第33部 第2話「金貸し泣かせた黄門様・御油」（2004年） - 大木頼母
  - 第35部 第1話「風雲急を告げる高松城・高松」（2005年） - 元木典膳 ※初回2時間スペシャル
  - 第36部 第16話「銘酒を守った頑固者・宮島」（2006年） - 鷺沼三太夫
  - 第37部 第1話「将軍御落胤の野望・館林」（2007年） - 大浦弾正
  - 第40部 第19話「恋しい父は悪の手先!?・島田」（2009年） - 老僧
- 南町奉行事件帖 怒れ!求馬II 第9話「噂の女」（1999年、TBS / C.A.L） - 要助
- 大江戸を駈ける! 第1、2、13 - 15話（2000年 - 2001年、TBS / C.A.L） - 武蔵屋清左衛門
- 月曜ドラマシリーズ / 生存 愛する娘のために 第2 - 4話（2002年、NHK大阪） - 村井飛鳥の父親
- NHK大河ドラマ / 新選組!（2004年、NHK） - 土方為次郎
  - 第2話「多摩の誇りとは」
  - 第11話「母上行って来ます」
  - 第49話「愛しき友よ」（最終回）
- ナショナル劇場50周年記念特別企画 / 大岡越前 2時間スペシャル（2006年、TBS / C.A.L） - お庭番頭
- オトンの宝物（2006年、NHK大阪） - 宮口安二郎
- 逃亡者 おりん 第9話「激闘!御三家の陰謀」（2006年、TX / C.A.L） - 徳川宗春 ※90分スペシャル。再放送では第10、11話として放送
- 新春ワイド時代劇
  - 忠臣蔵 瑤泉院の陰謀 第三部「吉良邸討ち入り!」（2007年、TX / C.A.L） - 林大学
  - 影武者 徳川家康（2014年、TX） - 真田信尹
- よろずや平四郎活人剣 第6話「暁の決闘」（2007年、TX / 松竹） - 小柳兵庫 ※再放送では第7話として放送
- 日本史サスペンス劇場（2009年、NTV） - 徳川家康
- 科捜研の女 第11シリーズ 第14話「京都老舗殺人事件!味の鑑定…和菓子職人vs科捜研!!」（2012年、EX / 東映） - 笹井幸造
- 大奥〜誕生［有功・家光篇］ 第7話「私の分身私の献身」（2012年、TBS） - 酒井讃岐守忠勝
- 三屋清左衛門残日録（2016年、BSフジ） - 中根弥三郎
  - 三屋清左衛門残日録 完結編（2017年、BSフジ）
  - 三屋清左衛門残日録 三十年ぶりの再会（2018年、時代劇専門チャンネル）
  - 三屋清左衛門残日録 あの日の声（2022年、時代劇専門チャンネル）
- BS新春時代劇「大岡越前スペシャル～初春に散る影法師～（NHKBSプレミアム、2021年）- 宅悦

### 映画
- 武器なき斗い（1960年、大東映画） - 秘書
- いれずみ判官（1965年、東映） - 梶川三五郎
- おはなはん 第一部・第二部（1966年、松竹） - 速水謙太郎
- 土方歳三 燃えよ剣（1966年、松竹） - 土方歳三
- 春日和（1967年、松竹） - 丸井利明
- 人妻椿（1967年、松竹） - 矢野昭
- 女の一生（1967年、松竹） - 御木宗一
- 男の挑戦（1968年、松竹） - 猪木邦夫
- 釧路の夜（1968年、松竹） - 矢吹丈二
- 霧にむせぶ夜（1968年、松竹） - 滝口明
- 霧のバラード（1969年、松竹） -  乾啓吾
- めくらのお市 みだれ笠（1969年、松竹） - 宍戸左近
- 夜霧の訪問者（1975年、松竹） - 秋元刑事
- てんびんの歌（1988年、日本映像企画） - 近藤大作の父
- 東京交差点 第3話「出発」（1991年、バーム） - 児童福祉司
- 稲川淳二のショートホラーシネマ 伝説のホラー 山姥（2003年、角川書店） - 僧侶
- 愛なくして（2003年、二人だけの劇場セザンヌ） - 僧侶
- 二人日和（2004年、野村企画） - 黒由玄 ※2005年に「Turn over 天使は自転車に乗って」から改題
- 小夜鳴鳥（2005年、OKOKU） - 村木医師
- 小津の秋（2007年、野村企画） - 四村茂
- TAKAMINE〜アメリカに桜を咲かせた男〜（2011年、「TAKAMINE」製作委員会） - 伊藤博文
- 天使突抜六丁目（2011年、シマフィルム） - 磯尻刑事部長
- 忍たま乱太郎 夏休み宿題大作戦!の段（2013年、東映） - 六道辻ヱ門
- 蠢動 -しゅんどう-（2013年、三上康雄事務所 / 太秦） - 西崎隆峰
- 太秦ライムライト（2014年、京都市太秦ライムライト製作委員会） - 本人役
- 古都（2016年、DLE）
- 時代劇は死なず ちゃんばら時代考（2016年、吉本興業） - インタビュー出演
- 多十郎殉愛記（2019年、東映・よしもとクリエイティブ・エージェンシー） - 僧侶
- 葬式の名人（2019年、ティ・ジョイ） - 僧侶
- ミュジコフィリア（2021年、フーリエフィルムズ）
- ヒゲの校長（2022年、「ヒゲの校長」実行委員会） - 主人公の義父・蓮照寺住職 ※丹波国際映画祭グランプリ受賞作品
- ようこそ浜村へ、と言いたくて...（2023年、浜村温泉湯けむり映画塾） - 小泉八雲研究家を名乗る旅館の客

### その他のテレビ番組
- はたらくおじさん 第1～5回[31]（1961年4 - 5月、NHK教育）- 林美智子、山田桂子らと共に声の出演
  - 「きんじょの人たち」
  - 「ぶんぼうぐやさん」
  - 「やおやさんはいそがしい」
  - 「はたけのしごと」
  - 「さかなをとる人」
- 高等学校講座 わが心のヒーロー(1) 幕末の青春・土方歳三（1984年、NHK教育）
- ふるさと登場 きんき紀行「勤王志士が駆けぬけた街 京都・高瀬川界隈」（1986年、NHK-BS1）
- 長部日出雄の人生セミナー（1989年、ANB） - 講師
- 新選組プロジェクト（京都チャンネル）
  - 第1回「最後の上映会」（1998年）
  - 第2回「わが青春の新選組 栗塚旭VS松尾正武」（1998年）
  - 第4回「わが青春の新選組2 黄金の三人」（1999年）
  - 第10回「総集編・ドラマに賭けた男たち」（1999年）
  - 第21回「栗塚旭と土方歳三展」（2001年）
  - 第22回「栗塚旭VS逢坂剛」（2001年）
  - 第23回「新選組が結んだ男たちの夢」（2001年）
- バスDEコロコロ（1999年、KTV）
- 映画と歩く（1999年、WOWOW）
- 新選組黄金期（京都チャンネル）
  - 第2回「帰ってきた原田左之助」（2000年）
  - 第4回「今夜復活! 新選組副長 土方歳三」（2000年）
  - 第5回「若王子通信スペシャル」（2000年）
  - 第6回「俺は用心棒 月明かり」（2000年） ※2000年7月に収録した舞台録画
  - 第9回「若王子通信スペシャル2」（2000年）
  - 第10回「永久保存版! 総集編スペシャル」（2001年）
- 新選組バイブル 第6回「日野燃ゆる 栗塚旭と土方歳三」（2002年、京都チャンネル）
- 新選組・あなたの“誠”はなんですか（2003年、NHK・BSデジタルハイビジョン） ※司馬遼太郎・作「燃えよ剣」を朗読
- 新選組スペシャル「土方歳三ゆかりの地を往く・前編」（2004年、京都チャンネル）
- 栗塚旭が自らを語る“素晴らしき哉、役者人生”（2007年、時代劇専門チャンネル）
- もっともっと関西（2007年、NHK大阪、関西ローカル） - スタジオ生ゲスト
- 時代劇最新情報番組「瓦版」（時代劇専門チャンネル）
  - 第175回 - 第176回「すぺしゃるいんたびゅー」（2007年）
  - 第177回「時代劇専門チャンネル特別企画ツアー 時代劇のふるさとを訪ねて」（2007年）
  - 第196回（2008年）
  - 第200回 - 第201回（2008年）
  - 第225回（2008年）
  - 第276回 - 第281回「栗塚旭とぶらり」（2009年） 全6回
  - 第318回 - 第321回「時代劇大喜利」（2010年） 全4回
  - 第358回 - 第366回「京都ぶらり」（2011年） 全9回
- クリスマスイブスペシャル 暴れん坊将軍×栗塚旭「暴れん坊将軍 思い出のエピソード」（2007年、時代劇専門チャンネル）
- 我ら、もの申す!（2008年、時代劇専門チャンネル）
- 栗塚旭 新選組を歩く（2008年、時代劇専門チャンネル） 全6回
- お宝TVデラックス 第23回「時代劇のニューヒーロー」（2009年、NHK-BS2）
- 新選組交友録（2009年、時代劇専門チャンネル） ※左右田一平・島田順司との対談番組
- 時代劇法廷 CASE9「被告人は土方歳三」（2012年、時代劇専門チャンネル） - 本人役
- 龍ちゃん松ちゃんのぶらり探訪 東海道「五四景 京 旅の終わりに」（2012年、時代劇専門チャンネル）
- 時代劇ニュース オニワバン!（時代劇専門チャンネル）
  - 第5回「踊る!瀬川瑛子さん 時代劇体操」（2012年）
  - 第54回（2013年）
- 時代劇体操 NEWバージョン（2012年 - 、時代劇専門チャンネル） - DJ土方
- 新選組懐古録（2017年、時代劇専門チャンネル） 前後編

### 舞台
- 劇団くるみ座公演
  - 海抜3200メートル（1957 - 1958年、祇園会館） - イレネ
  - 変転の時代（1959 - 1960年頃） - 傷病兵 ※くるみ座、劇団人間座、劇団京芸などとの合同公演
  - 呉王夫差（1961年） - 越王勾践
  - シェイクスピア劇「リチャード三世」（1962年） - カンタベリー大司教（枢機卿トマス・バウチャー）
  - 菊と貝がら（1966年、京都会館第二ホール） - 藤ヶ瀬主人 ※原作：徳丸勝博、演出：加藤泰
  - 落葉日記（1966年、京都府立勤労会館） ※原作：岸田國士
  - 詩の夕べ「石川啄木・高村光太郎」（1968年）
  - シェイクスピア劇「ヴェニスの商人」（1968年、京都会館・大阪サンケイホール） - バサーニオ ※訳：菅泰男、演出：山崎正和
- 俺は用心棒（1968年、愛知文化講堂） - 謎の浪人
- 長谷川一夫主演「宮本武蔵」（1970年、帝国劇場） - 佐々木小次郎 ※原作：吉川英治
- 屈原（1972年、日本都市センターホール） - 宋玉 ※原作：郭沫若、訳：須田禎一
- 商魂（1972年、大阪中座） - 川波正二
- 美空ひばり特別公演「琉球秘話 島の恋唄」（1972年、新宿コマ劇場・梅田コマ劇場） - 佐敷王子朝昌 ※原作：沢島忠
- 俺は用心棒（1973年、大阪中座） - 謎の浪人 ※松山容子主演「めくらのお市」との昼夜公演
- 燃えよ剣・土方歳三と沖田総司（1974年、京都南座） - 土方歳三 ※脚本・演出：結束信二
- 泥棒と若殿 / 用心棒（1975年、京都南座） - 梶田重右衛門ほか
- 舟木一夫歌手生活15周年記念公演「快傑!!児雷也」（1977年、日本劇場） - 大蛇丸
- 美空ひばり芸能生活33周年記念特別公演「北条政子」（1979年、新宿コマ劇場） - 山木兼隆 ※演出：沢島正継
- 絆、そして剣風 / '84 炎香と夢の宴（1984年、大阪中座） - 秋月弥太郎 / 松平越中守 ※脚本：香川登枝緒、演出：藤山寛美・平戸啓二
- 劇団神戸公演「海神別荘」（1985年、神戸風月堂ホール） - 海の公子 ※原作：泉鏡花
- 劇団神戸公演「源氏物語殺人事件」（1987年） - 演出 ※原作：長尾誠夫『源氏物語人殺し絵巻』
- 遠雷（1987年、国立小劇場） - 公家
- 天保十二年のシェイクスピア（1990年、京都府立文化芸術会館） - 代官・土井茂兵太 ※原作：井上ひさし
- きらら浮世伝（1991年、京都会館第二ホール） - 中山富三郎 ※作：横内謙介、演出：マキノノゾミ
- 会津士魂外伝・山本覚馬（1991年、前進座） - 土方歳三 ※原作：早乙女貢『会津士魂』
- ぐるっぺ・あうん企画 第三回公演「さよならパーティー」（1993年、近鉄小劇場） - 杉増美（杉清蔵） ※作：木場久美子
- 夢ある限り 山本覚馬伝（1994年、新橋演舞場） - 土方歳三 ※原作：早乙女貢、脚色・演出：吉村忠矩
- 伝説劇団会津・京都公演「会津士魂外傳 山本覚馬」（1994年、祇園歌舞練場） - 土方歳三 ※原作：早乙女貢
- 劇団京都旗揚げ公演「源氏物語絵巻 華のいのちは」（1994年、京都府立文化芸術会館） - 光源氏 / 演出
- 演劇集団虹プロデュース公演Vol.3「人形の家」（1997年、天満橋ドーンセンター） - 弁護士ヘルメル ※演出：岩田直二
- 大木晤郎追悼公演「國語元年」（1999年、京都教育文化センター） - 若林虎三郎 ※演出：矢田清巳
- 俺は用心棒 月明かり（2000年、東映太秦映画村中村座） - 謎の浪人
- 俺は用心棒 月明かり（2000年、脇町劇場オデオン座） - 謎の浪人 ※劇場開館一周年記念公演
- 劇団京芸創立50周年記念公演「文殊九助」（2000年、京都市呉竹文化センター） ※原作：西口克己『直訴 伏見義民伝』
- 関西クラウン吟詠 ジョイントリサイタル「第二部・羅生門」（2003年、尼崎アルカイックホール） - ナレーション
- 京都シティフィル合唱団 第30回記念演奏会（2004年、京都コンサートホール大ホール） - ナレーション
- フェニックス・オペラ・エヴォリューション「ロメオとジュリエッタ」（2006年、ザ・フェニックスホール） - ナレーション
- ドラマリーディング「高橋竹山 津軽三味線ひとり旅」（2008年、2010年） - 高橋竹山
  - 2008年10月公演（紀尾井小ホール）
  - 2010年10月公演（紀尾井小ホール・京都府立文化芸術会館）
  - 2010年12月公演（室蘭市市民会館・函館市芸術ホール・青森市アウガAV多機能ホール）
- 京都西山コールアカデミー 第12回演奏会（2011年、長岡京記念文化会館） - ナレーション
- シューベルト「冬の旅」今井信子 presents Story Tellng Concert ヴィオラ、ピアノ、ナレーション、異色のトリオで描く、さすらいの音語り（2012年、2013年） - ナレーション 
  - 2012年2月公演（ザ・フェニックスホール）
  - 2013年8月公演（越前文化センター大ホール）※武生国際音楽祭2013のプログラム
- タンゴ楽団「アストロリコ」デビュー20周年記念コンサート（2012年、京都コンサートホール）
- 非戦を選ぶ演劇人の会 in 伊丹 ピースリーディング「私（わん）の村から戦争が始まる」（2012年、伊丹市立演劇ホール）
- オルケスタ・アストロリコ22周年記念コンサート（2014年、京都コンサートホール小ホール） - 歌のスペシャルゲスト
- はつ恋・ヨゼフィーナとドヴォジャーク〜ペトロフが奏でる愛の詩〜（2014年、京都芸術センター講堂） - 語り

### ラジオ
- 藤井大丸テレフォンリクエスト（1962 - 1964年頃、KHKラジオ） - ディスクジョッキー

### CM
- 髙島屋（1960年代前半）
- 金鳥・ガラスに虫コナーズ「窓ふきシャンソン篇」（2010年5月 - ）

### 動画サイト
- 史跡 草津宿本陣・キッズシネマ塾「草津宿本陣物語」（2016年公開、YouTube 滋賀県草津市役所） - 田中七左衛門
- 「栗塚旭、新選組ゆかりの地を巡る」全2部（2021年公開、YouTube 東映太秦映画村）
- 小児運動器障害予防啓発動画「肘肩腰三!」全5話（2022年公開、YouTube 京都整形外科医会） - 新選組の肘肩腰三
- 対談「俳優 栗塚旭さん×小室院長」全4回（2024年公開、YouTube 小室チャンネル）

### CDドラマ
- 「土方歳三 劫火の士道」 多摩のバラガキ・池田屋事変編（八木源之丞）
- 「土方歳三 劫火の士道」 北へ、五稜郭編（八木源之丞）

## レコード
- 風（B面：天竜しぶき / 姫之宮ゆり）1967年、テイチクレコード
- 残雪の町（B面：日本海ながれ者）1968年、テイチクレコード
- さすらいの狼（B面：風の噂）1968年、テイチクレコード
- 野良犬が行く（B面：おとこ独り）1968年、テイチクレコード
- 天を斬る（歌は左右田一平、島田順司と共作、B面：あの男 / ふじめぐみ）1969年、フィリップスレコード

## シングルCD
- 「ただそれだけで / My Only Love」（作詞:いのむらすい、作曲:HOK Song Kim、2020年）

## 参考資料
- キネマ旬報社 編『日本映画人名事典』 男優篇 上巻、キネマ旬報社、1996年。ISBN 4-87376-188-3。
- 黒須洋子「キャスト・インタビュー 栗塚旭」『テレビ映画「新選組血風録」の世界』新人物往来社、2000年。ISBN 4-404-02875-X。
- 西口徹 編「『新選組血風録』、生涯のドラマ」『文藝別冊「新選組 幕末に咲いた滅びの美学」』河出書房新社、2001年。ISBN 4-309-97610-7。
- 坂口祐三郎 著、新赤影製作評議会 編『坂口祐三郎 赤影 愛と復讐』ワイズ出版、1999年。ISBN 4-89830-016-2。
- 山村, 竜也、岸田, 一則、横田, 淳 編『映画・テレビ完全ガイド 燃えよ!新選組』たちばな出版、2003年。ISBN 4-8133-1743-X。
- 読売新聞夕刊（2007年12月12日、読売新聞社）
- 洛北高校同窓会誌『あかね』42号（2004年、洛北高校同窓会）
- テレビドラマデータベース